# Courtrizy-et-Fussigny
Courtrizy-et-Fussigny é uma comuna francesa na região administrativa de Altos da França, no departamento de Aisne. Estende-se por uma área de 4,22 km². Em 2010 a comuna tinha 69 habitantes (densidade: 16,4 hab./km²).